# Fontaine-abreuvoir-lavoir de Santigny
La fontaine-abreuvoir-lavoir de Santigny est situé sur la commune de Santigny, dans le département de l'Yonne, en France.

## Localisation
Le lavoir se trouve au centre du village.

## Historique
L'édifice est classé au titre des monuments historiques par arrêté du 21 février 1983.

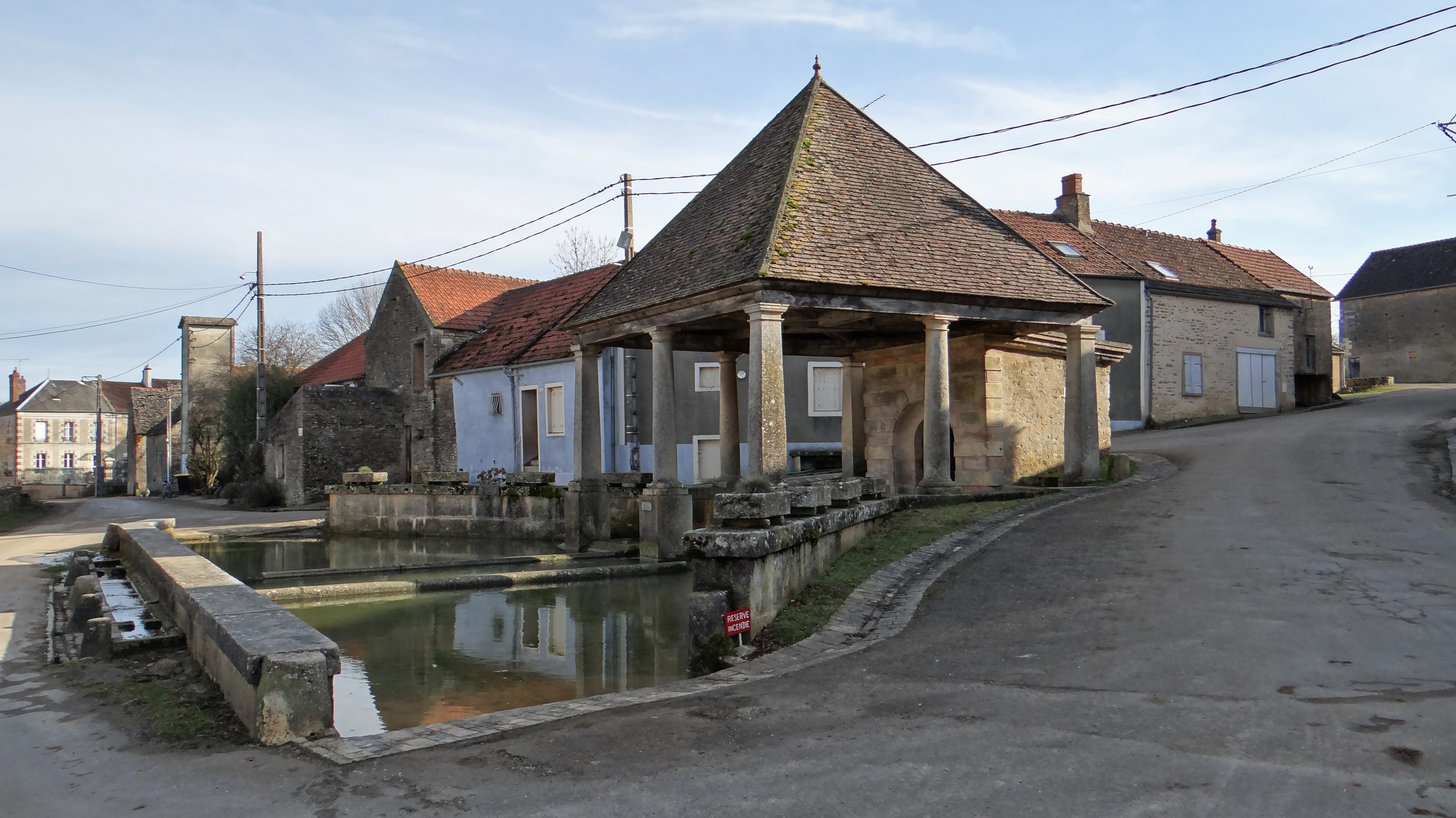
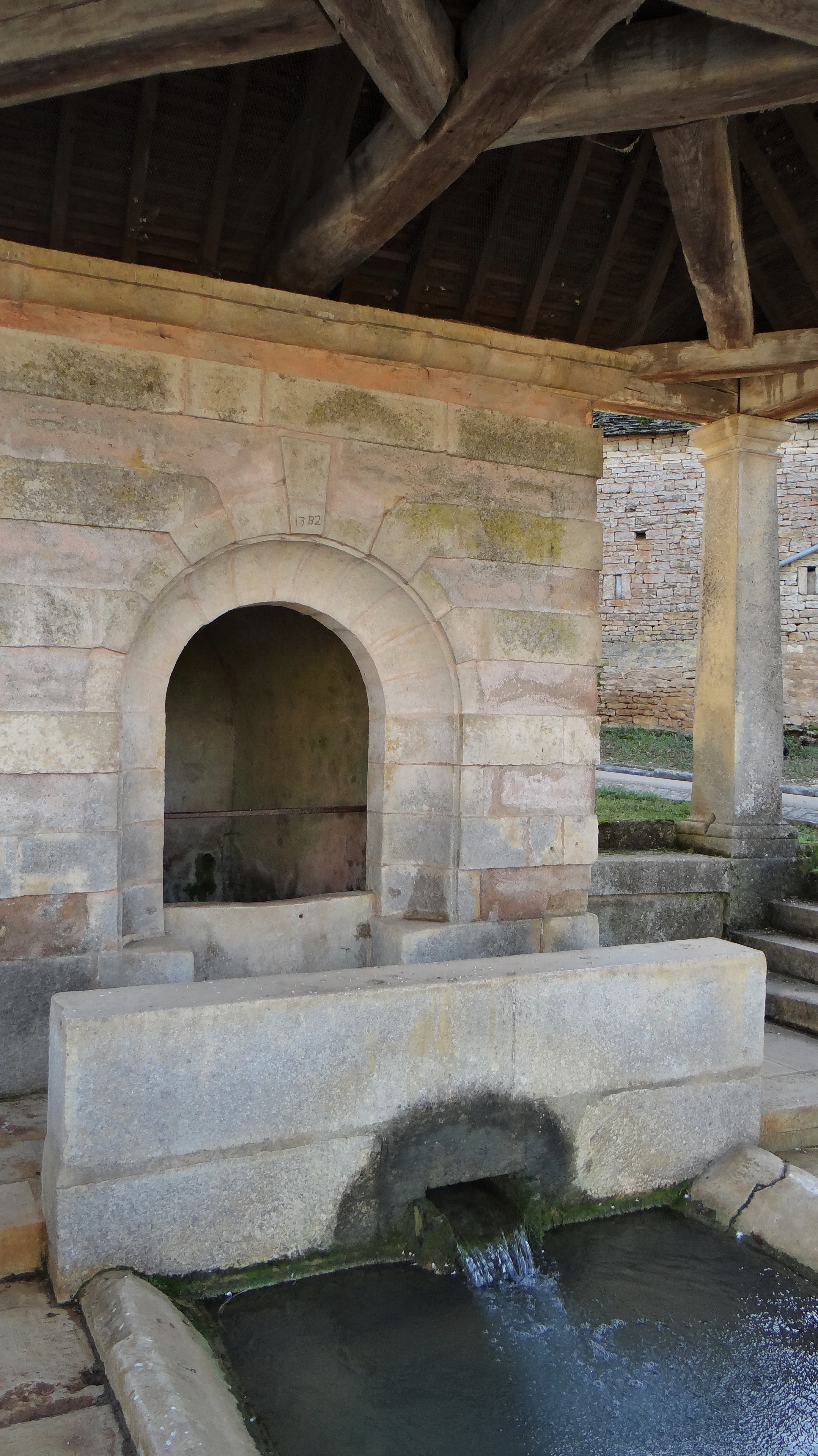
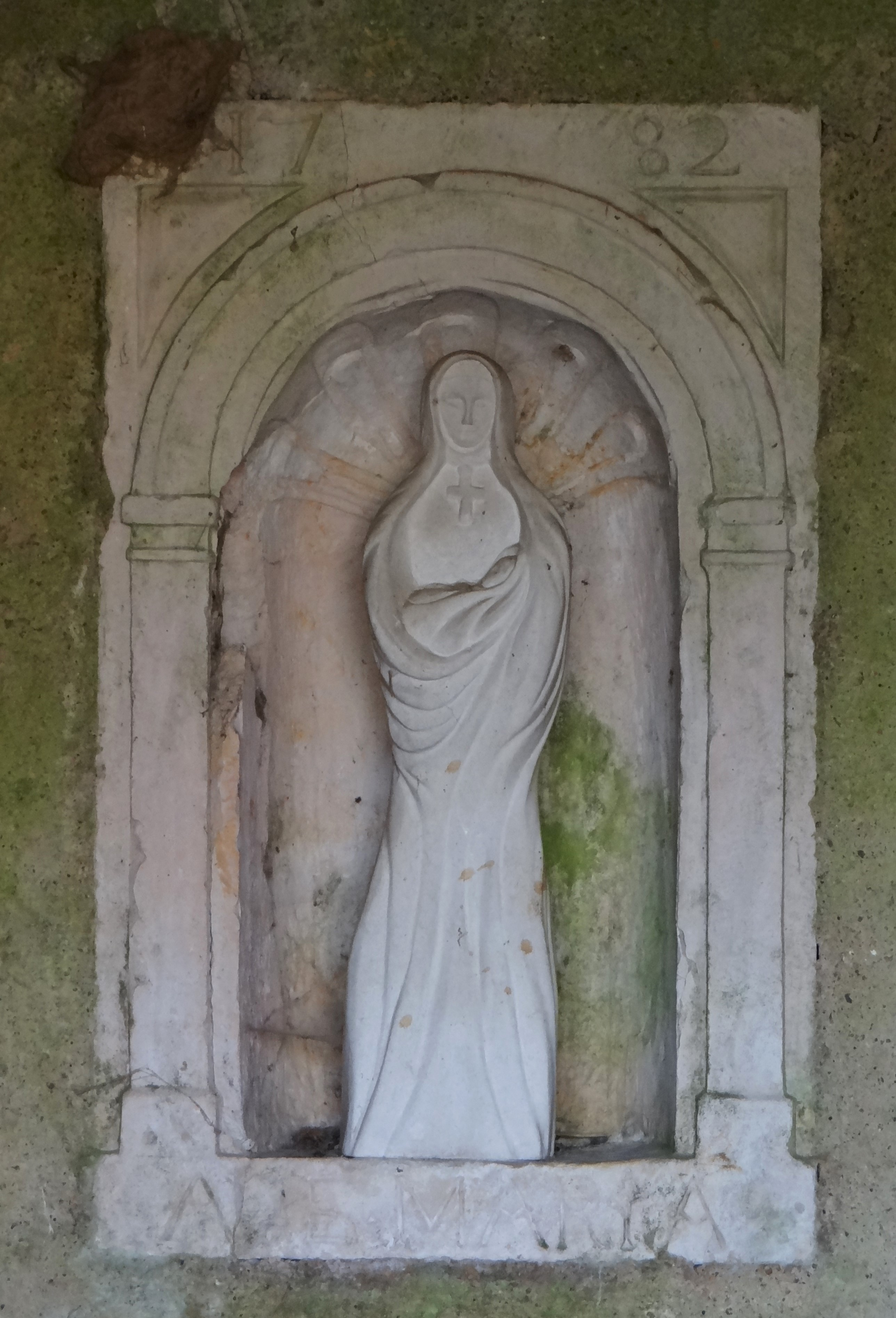
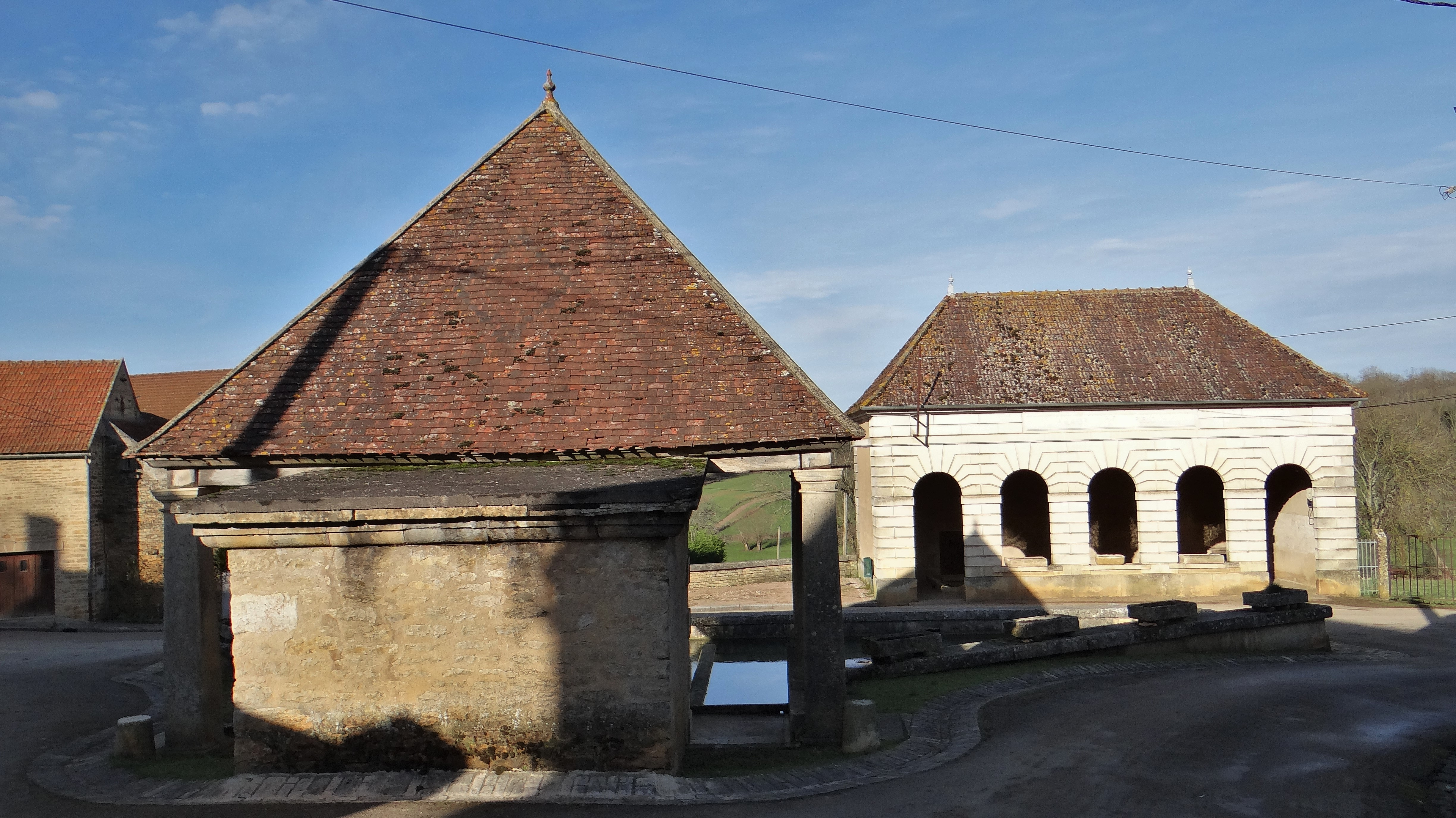
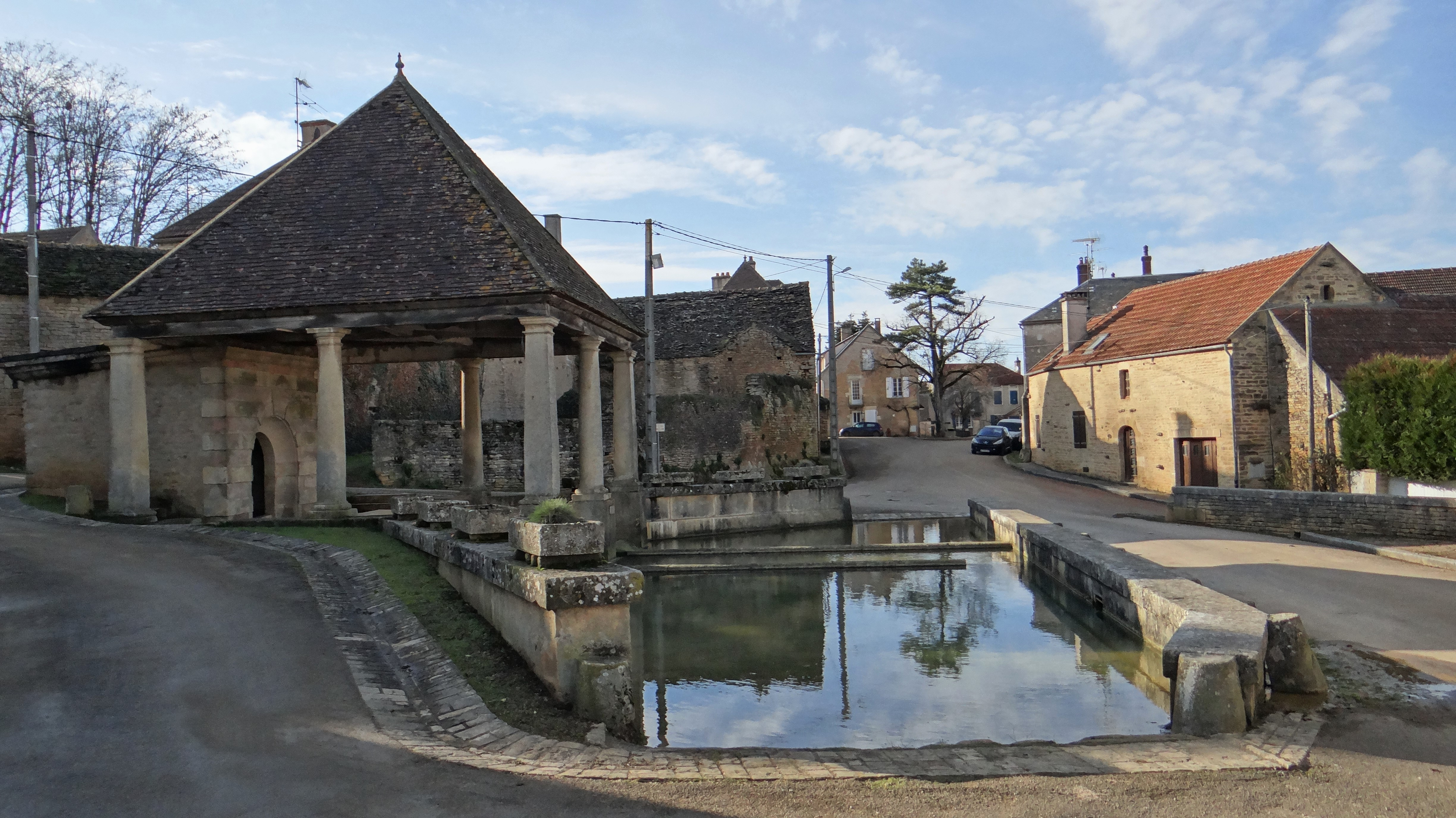
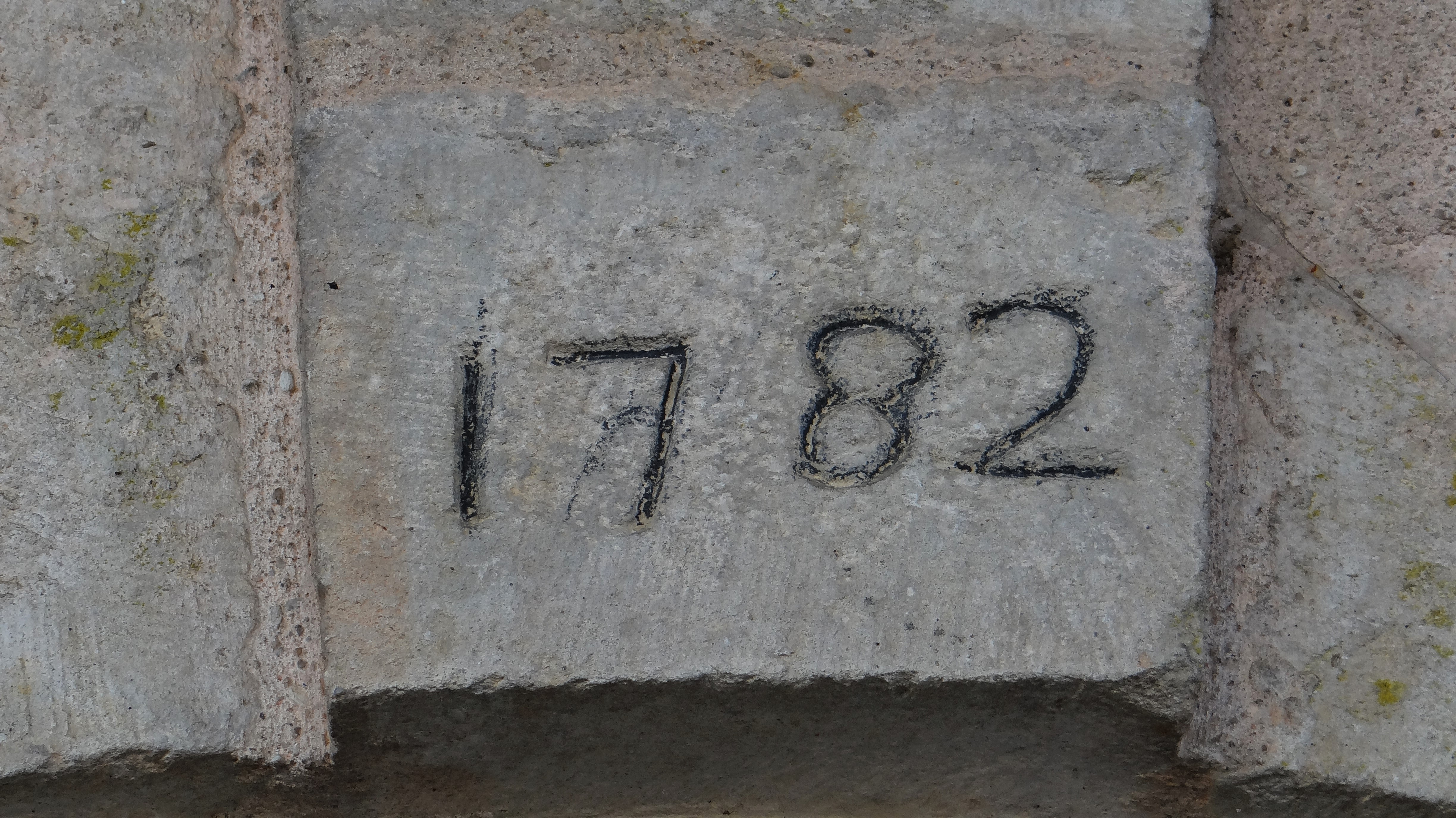